# Звезда (стадион)
Вижте пояснителната страница за други значения на Звезда.
„Звезда“ е многофункционален стадион в град Перм, Русия. На него домакинските си мачове играят местните футболни клубове Амкар и Октан, а по-рано е ползван и разпадналият се през 90-те години „Звезда“. До 1992 носи името „Ленински консомол“.
Получава категория 2 звезди от УЕФА на 3 август 2009 г. През 2012 капацитетът му е намален до 17 000 зрители.